# Cryptopimpla subfumata
Cryptopimpla subfumata är en stekelart som först beskrevs av Thomson 1877.  Cryptopimpla subfumata ingår i släktet Cryptopimpla och familjen brokparasitsteklar. Inga underarter finns listade i Catalogue of Life.